# شچتنگکی (شهرستان کالیش)
شچتنگکی (به لهستانی:  Szczytniki) یک روستا در لهستان است که در گمینا شچتنگکی واقع شده‌است.